# X Development
X Development (anteriormente Google X), es una instalación y organización estadounidense semi-secreta de investigación y desarrollo fundada por Google en enero de 2010. Está ubicada a aproximadamente un kilómetro de las oficinas corporativas centrales de Google, el Googleplex, en Mountain View, California.
El trabajo en el laboratorio es supervisado por Serguéi Brin, uno de los cofundadores de Google, mientras que el científico y empresario Astro Teller actúa como director general y Capitán de los Moonshots, dirigiendo el día a día de las actividades de la empresa.  Teller dice que su objetivo es mejorar las tecnologías por un factor de diez y desarrollar «soluciones tipo ciencia ficción». Los laboratorios se pusieron en marcha en 2010 con el desarrollo de un automóvil autónomo.
El 2 de octubre de 2015, después de la reestructuración completa de Google en Alphabet, Google X se convirtió en una compañía independiente de Alphabet y pasó a llamarse X.

## Proyectos
A mediados del 2014, Google reveló la existencia de 8 proyectos que estaban siendo desarrollados en Google X. A finales del 2014, los proyectos de Google X que han sido revelados son:
- Automóvil sin conductor de Google[10]
- Project Wing, un proyecto de drones de entrega[11]
- Google Glass, gafas en las que se incluyen una pantalla y una cámara[12]
- Lentes de contacto de Google  que monitorean la glucosa en las lágrimas[13][14]
- Proyecto Loon, que brinda el servicio de internet por medio de globos en la estratósfera[15]
- Una compañía de energía eólica aérea llamada Makani Power[16]
- Lift Labs, creadores de una cuchara anti temblores para pacientes con Parkinson[17]
- Una red neuronal artificial para el reconocimiento de voz y visión artificial[18]
- La web de cosas[4][19]

Algunos proyectos que Google X ha considerado y rechazado son el elevador espacial, que fue considerado como no viable en la actualidad; o el aeropatín, que se determinó que sería muy costoso en relación con los beneficios sociales; una mochila propulsora segura, la cual se pensó que sería ruidosa y con un alto gasto de energía; y la teletransportación, la cual se descubrió que violaba las leyes de la física.
Aunque algunos proyectos de Google X son conocidos como moonshots o apuestas arriesgadas dentro de la compañía, no todos los moonshots son parte de Google X. Por ejemplo, Calico, proyecto de extensión de vida, es considerada una apuesta arriesgada pero no es parte de Google X. Lo mismo ocurre con el proyecto de Google para la construcción de robots para empresas.
En octubre del 2013, se reveló la existencia de cuatro buques de Google, registrados bajo la compañía falsa By And Large. Dos de los buques tienen una superestructura, de los cuales, su construcción se ha mantenido bajo el más alto secretismo, mientras que las especulaciones indican que podrían ser utilizadas como publicidad para Google Glass.

### División de ciencias de la vida deX
La división de ciencias de la vida de X realiza una serie de proyectos en ciencias de la vida.

### Proyecto Glass
El proyecto Glass es un programa de investigación y desarrollo de Google para crear y distribuir unas gafas de realidad aumentada (siglas que corresponden a AR, augmented reality, en inglés). El fin que busca el proyecto es el de la visualización de información sin el uso de las manos, el cual se encuentra disponible actualmente para la mayoría de usuarios de teléfonos inteligentes y permitiendo la interacción con el Internet con comandos de voz en lenguaje natural.

### Automóvil sin conductor de Google
El automóvil sin conductor de Google es un proyecto de Google que incluye el desarrollo de tecnología para vehículos autónomos. El proyecto fue liderado por el ingeniero de Google, Sebastian Thrun, director del Laboratorio de Inteligencia Artificial de Stanford y cocreador de Google Street View.  El equipo de Thrun creó en Stanford el vehículo robótico Stanley, el cual ganó el DARPA Grand Challenge 2005 y su premio de 2 millones de dólares por parte del Departamento de Defensa de los Estados Unidos. El equipo encargado del desarrollo del sistema constaba de 15 ingenieros trabajando para Google, incluyendo a Chris Urmson, Mike Montemerlo y Anthony Levandowski, quienes habían participado en el DARPA Grand and Urban Challenges.
El estado de Nevada en Estados Unidos, aprobó una ley en junio del 2011 sobre la operación de automóviles sin conductor en Nevada. Google ha realizado presión sobre las leyes de automóviles sin conductor. La licencia fue cedidad a un Toyota Prius, modificado con la tecnología experimental sin conductor de Google. En agosto del 2012, el equipo anunció que habían completado alrededor de 500,000 kilómetros con autonomía de conducción y sin ningún percance, normalmente cuentan con una docena de automóviles en las carreteras en un momento dado y están empezando a probarlos con un solo conductor en lugar de parejas.

### Project Loon
Project Loon es un proyecto que busca llevar acceso a Internet a todo el mundo, creando una red de Internet por medio de globos volando a través de la estratosfera. Utiliza routers inalámbricos colocados en los globos para brindar el acceso a Internet a aquellos que no puedan contar con este o que requieran de ayudar.

### Lentes de contacto de Google
Los lentes de contacto de Google fueron anunciados el 16 de enero de 2014, con el objetivo de permitir a las personas con diabetes, chequear constantemente sus niveles de glucosa usando un método no intrusivo.

### Proyecto Wing
El proyecto Wing es un proyecto cuyo objetivo es entregar productos de manera rápida a través de una ciudad, utilizando vehículos voladores, similar al concepto Amazon Prime Air. Al día del anuncio, el 28 de agosto de 2014, ya se encontraba en desarrollo secretamente en Google por alrededor de dos años, con pruebas a gran escala llevadas a cabo en Australia. Los vehículos voladores despegan de manera vertical, para después rotar a una posición horizontal para su vuelo. Para la entrega, permanece suspendido en el aire y baja los paquetes hasta el suelo. Al final de la cuerda, hay un pequeño conjunto de dispositivos electrónicos que detectan que el paquete ha tocado el suelo, se libera entrega y es jalado de vuelta hacia arriba, dentro del cuerpo del vehículo. Se halló que era no viable dejar caer la carga o realizar un aterrizaje, ya que comprometían la seguridad de los usuarios.

## Subsidiarias
El 23 de mayo de 2013, Google X adquirió Makani Power, una compañía estadounidense que desarrolla cometas con aerogeneradores montados para la generación de energía renovable a un bajo costo.
Google X adquirió la empresa de diseño de productos Gecko Design en agosto del 2014.

## Campus
Un reportero de Bloomberg Businessweek visitó las instalaciones en 2013 y las describe como  «dos edificios ordinarios de ladrillo rojo, aproximadamente a un kilómetro del campus principal de Google. Hay una fuente burbujeante a su entrada y filas de bicicletas que cede la compañía a sus empleados para moverse por el campus principal».